# Coccycua pumila
Coccycua pumila là một loài chim trong họ Cuculidae.